# Ectima gangrenoso
El ectima gangrenoso es una infección de la piel, causada típicamente por la bacteria Pseudomonas aeruginosa. Se presenta como una lesión redonda u oval, de entre 1 y 15 cm de diámetro, con un halo eritematoso. Habitualmente, aparece un centro necrótico rodeado por una zona eritematosa, que representa el lugar en el que el microorganismo ha invadido los vasos sanguíneos produciendo pequeños infartos en la piel. Las lesiones ulcerativas pueden ser únicas o múltiples y se curan dejando una cicatriz. El mecanismo de destrucción del tejido se produce por la exotoxina A, similar a la toxina de Corynebacterium diphteriae.
Los pacientes afectados por de esta patología suelen tener algún tipo de predisposición, como padecer un cáncer, SIDA, quemaduras extensas o desnutrición grave.